# Naglfar
A Naglfar svéd melodikus black metal zenekar. 1992-ben alakultak meg Umeåban. Lemezeiket a Century Media Records illetve Regain Records kiadók jelentetik meg. Pályafutásuk elején még "Uninterred" volt a nevük. Nem sokkal később Naglfar-ra változtatták, a név egy mitológikus csónakra utal, amely a halottak körmeiből készül. 2006-ban Magyarországon is koncerteztek, az A38 Hajón.

## Tagok
- Kristoffer Olivius - basszusgitár (1992-2005), ének (2005-)
- Andreas Nillson - gitár (1993-)
- Marcus Norman - gitár, basszusgitár, billentyűk (2000-)
- Dirk Verbeuren - dobok (ideiglenesen, 2011-)

## Diszkográfia

### Stúdióalbumok
- Vittra (1995)
- Diabolical (1998)
- Sheol (2003)
- Pariah (2005)
- Harvest (2007)
- Téras (2012)
- Cerecloth (2020)

### Válogatáslemezek
- Pariah + Harvest (2008)

### EP-k
- When Autumn Storms Come (1998)
- Ex Inferis (2002)
- An Extension of His Arm and Will (2012)

### Demók
- Stellae Trajectio (1994)
- We Are Naglfar - Fuck You! (1995)
- Maiden Slaughter (1996)